# Miliaire rouge
 Mise en garde médicale
La miliaire rouge ou bourbouille est une affection cutanée se manifestant par des lésions vésiculeuses de couleur rouge sur la peau, notamment au niveau des plis et du dos. Elle survient dans les climats chauds et humides, souvent en zone tropicale. Cette dermatose apparaît avec l'obstruction des glandes exocrines de la peau par rupture ou inflammation du canal excréteur des glandes sudoripares.

## Synonymes
- Gale bédouine
- Lichen tropicus
- Impétigo miliaire
- Eczéma aigu disséminé[1]